# Arbusculina irregularis
Arbusculina irregularis är en svampart som först beskrevs av R.H. Petersen, och fick sitt nu gällande namn av Marvanová & Descals 1987. Arbusculina irregularis ingår i släktet Arbusculina, divisionen sporsäcksvampar och riket svampar.   Inga underarter finns listade i Catalogue of Life.